# Marin Piletić
Marin Piletić (ur. 12 stycznia 1983 w m. Novska) – chorwacki polityk, nauczyciel i samorządowiec, deputowany, od 2022 minister pracy, systemu emerytalnego, rodziny i polityki społecznej.

## Życiorys
W 2008 ukończył studia nauczycielskie na wydziale filozoficznym Uniwersytetu w Zagrzebiu. Pracował jako nauczyciel języka chorwackiego i jako pedagog. Członek Chorwackiej Wspólnoty Demokratycznej (HDZ), obejmował różne funkcje w strukturach lokalnych i regionalnych partii. W latach 2009–2013 był zastępcą burmistrza miasta Novska, w latach 2017–2021 sprawował urząd burmistrza tej miejscowości. Od 2014 do 2017 pełnił funkcję zastępcy żupana żupanii sisacko-moslawińskiej. W 2021 objął mandat posła do Zgromadzenia Chorwackiego. W 2024 utrzymał go na kolejną kadencję.
W kwietniu 2022 powołany na ministra pracy, systemu emerytalnego, rodziny i polityki społecznej w drugim rządzie Andreja Plenkovicia; zastąpił na tej funkcji Josipa Aladrovicia. Pozostał na tym stanowisku w utworzonym w maju 2024 trzecim rządzie lidera HDZ.